# Xystrocera femorata
Xystrocera femorata là một loài bọ cánh cứng trong họ Cerambycidae.